# Казе Кардило (Потенца)
Казе Кардило (итал. Case Cardillo) је насеље у Италији у округу Потенца, региону Базиликата.
Према процени из 2011. у насељу је живело 53 становника. Насеље се налази на надморској висини од 859 м.